# Snakes & Arrows Tour
Lo Snakes & Arrows Tour è il diciannovesimo tour ufficiale della band canadese Rush.

## Storia
Serie di concerti a sostegno in primo luogo dell'album Snakes & Arrows ed in seconda battuta del live Snakes & Arrows Live. Il tour interessa Stati Uniti, Canada, Europa durante la prima leg; USA e Canada, con data di apertura in Porto Rico, nella seconda parte. Complessivamente, con gli oltre 110 spettacoli eseguiti (64 nella prima parte e 49 nella seconda), lo Snakes & Arrows Tour risulta essere il tour con più date dai tempi del Tour of the Hemispheres. Lo Snakes & Arrows Tour nel suo complesso ottiene un grande successo, con circa 65 milioni di dollari d'incasso (dei quali considerando il solo Nord America quasi 30 milioni nel 2007 e oltre 26 nel 2008). Il pubblico pagante si attesta in 517.211 unità nella prima parte del tour e circa 415.000 nella seconda.
Come sempre sin dai tempi del Test for Echo Tour, viene adottata la formula "An Evening with Rush" che prevede uno show di circa 3 ore con una pausa centrale e nessun gruppo spalla. Ancora una volta gli show sono particolarmente ricchi di giochi di luce, laser, filmati, effetti pirotecnici.
Il Tourbook (libretto contenente informazioni riguardanti la crew al seguito del tour, la genesi del nuovo album narrata da Neil Peart, la discografia completa, fotografie e schede sui singoli componenti del gruppo) viene per la prima volta realizzato in due versioni, una per ogni leg del tour: la prima riprende la grafica di Snakes & Arrows; la seconda edizione, più ricca in immagini rispetto alla precedente, quella di Snakes & Arrows Live e diviene pertanto il primo Tourbook della band abbinato ad un album dal vivo.
Nel settembre 2009 è stato pubblicato un film documentario intitolato Backstage Secrets che descrive vari aspetti tecnici di un concerto rock, prendendo come esempio la leg del 2008 dello Snakes & Arrows Tour. Il documentario è suddiviso in vari capitoli che illustrano altrettanti aspetti  specifici di uno show musicale: Sound, Lights, Instrument Technicians, Lighting and Video, Road Manager.

## Formazione
- Geddy Lee – basso elettrico, voce, tastiere, bass pedals
- Alex Lifeson – chitarra elettrica, chitarra acustica, bass pedals, mandolino, cori
- Neil Peart – batteria, percussioni, percussioni elettroniche

## Scaletta
In scaletta sono presenti ben 9 brani provenienti dal nuovo lavoro Snakes & Arrows. Così come nei precedenti due tour l'assolo di batteria ha come titolo Il batterista tradotto di volta in volta nella lingua parlata nel Paese che ospita il concerto; per tale motivo nell'album Snakes & Arrows Live, registrato nei Paesi Bassi, il pezzo compare con il titolo De Slagwerker. Come introduzione del concerto viene utilizzato un filmato chiamato Dream Sequence dove i Rush partecipano come attori; a introdurre la seconda parte un filmato animato chiamato Plane of Dharma durante la prima leg del tour e un filmato intitolato What's That Smell dove i Rush figurano ancora come attori per la seconda leg. In chiusura (per entrambe le leg del tour) un filmato con il congedo di Geddy Lee come attore mentre interpreta un personaggio di nome Harry Satchel (già visto nel filmato What's That Smell).
Durante la prima parte del tour, dopo 12 date, il pezzo Summertime Blues viene regolarmente alternato con Distant Early Warning, con alcune piccole eccezioni. In tutte le date europee viene invece sempre suonato Distant Early Warning.
Nella seconda parte invece la setlist non subisce alcuna variazione.
Tra la prima e la seconda leg del tour vengono apportate alcune modifiche alla setlist: Summertime Blues e/o Distant Early Warning vengono rimpiazzate da Overture e The Temples of Syrinx, Entre Nous viene sostituita con Ghost of a Chance, Red Barchetta prende il posto di Secret Touch e The Trees di Circumstances. Nella seconda parte inoltre The Spirit of Radio viene spostata in scaletta rispetto alla prima leg, ed eseguita subito dopo Hope.

### Prima leg: giugno - ottobre 2007
- Introduzione (filmato "Dream Sequence")
- Limelight
- Digital Man
- Entre Nous
- Mission
- Freewill
- The Main Monkey Business
- The Larger Bowl
- Secret Touch
- Circumstances
- Between the Wheels
- Dreamline

(intervallo)
- Introduzione (video "Plane of Dharma")
- Far Cry
- Workin' Them Angels
- Armor and Sword
- Spindrift
- The Way the Wind Blows
- Subdivisions
- Natural Science
- Witch Hunt (part III of Fear)
- Malignant Narcissism
- Assolo di batteria
- Hope
- Summertime Blues (cover del brano dei Blue Cheer) (eseguita fino al 2 luglio, poi alternata con Distant Early Warning fino al 19 settembre)
- Distant Early Warning (eseguita a partire dal 4 luglio e successivamente alternata con Summertime Blues; eseguita in maniera stabile dal 21 settembre)
- The Spirit of Radio
- Tom Sawyer
- bis: One Little Victory
- bis: A Passage to Bangkok
- bis: YYZ
- Outro (video "Harry Satchel")

### Seconda leg: aprile - luglio 2008
- Introduzione (filmato "Dream Sequence")
- Limelight
- Digital Man
- Ghost of a Chance
- Mission
- Freewill
- The Main Monkey Business
- The Larger Bowl
- Red Barchetta
- The Trees
- Between the Wheels
- Dreamline

(Intervallo)
- Introduzione (video "What's That Smell")
- Far Cry
- Workin' Them Angels
- Armor and Sword
- Spindrift
- The Way the Wind Blows
- Subdivisions
- Natural Science
- Witch Hunt (part III of Fear)
- Malignant Narcissism
- Assolo di batteria
- Hope
- The Spirit of Radio
- 2112 (Overture e The Temples of Syrinx)
- Tom Sawyer
- bis: One Little Victory
- bis: A Passage to Bangkok
- bis: YYZ
- Outro (video "Harry Satchel")

## Date
Calendario completo del tour
| Prima Leg (a sostegno di Snakes & Arrows)                             |                  |                       |                                                |                                                      |
| Data                                                                  | Città            | Paese                 | Luogo                                          | Note                                                 |
| 13 giugno 2007                                                        | Atlanta          | Stati Uniti d'America | HiFi Buys Amphitheater                         |                                                      |
| 15 giugno 2007                                                        | West Palm Beach  | Stati Uniti d'America | Sound Advise Amphitheater                      |                                                      |
| 16 giugno 2007                                                        | Tampa            | Stati Uniti d'America | Ford Amphitheater at Florida State Fairgrounds |                                                      |
| 18 giugno 2007                                                        | Charlotte        | Stati Uniti d'America | Verizon Wireless Amphitheater                  |                                                      |
| 20 giugno 2007                                                        | Raleigh          | Stati Uniti d'America | Walnut Creek                                   |                                                      |
| 22 giugno 2007                                                        | Virginia Beach   | Stati Uniti d'America | Verizon Wireless Amphitheater                  |                                                      |
| 23 giugno 2007                                                        | Bristow          | Stati Uniti d'America | Nissan Pavilion                                |                                                      |
| 25 giugno 2007                                                        | Pittsburgh       | Stati Uniti d'America | Post Gazette Pavilion                          |                                                      |
| 27 giugno 2007                                                        | Mansfield        | Stati Uniti d'America | Tweeter Center                                 |                                                      |
| 29 giugno 2007                                                        | Scranton         | Stati Uniti d'America | Montage Mountain                               |                                                      |
| 30 giugno 2007                                                        | Saratoga Springs | Stati Uniti d'America | Saratoga Performing Arts Center                |                                                      |
| 2 luglio 2007                                                         | Wantagh          | Stati Uniti d'America | Jones Beach Amphitheater                       |                                                      |
| 4 luglio 2007                                                         | Darien Lake      | Stati Uniti d'America | Six Flags                                      |                                                      |
| 6 luglio 2007                                                         | Camden           | Stati Uniti d'America | Tweeter Center                                 |                                                      |
| 8 luglio 2007                                                         | Holmdel          | Stati Uniti d'America | PNC Arts Center                                |                                                      |
| 9 luglio 2007                                                         | Uncasville       | Stati Uniti d'America | Mohegan Sun arena                              |                                                      |
| 18 luglio 2007                                                        | Calgary          | Canada                | Pengrowth Saddledome                           |                                                      |
| 20 luglio 2007                                                        | Seattle          | Stati Uniti d'America | White River Amphitheater                       |                                                      |
| 21 luglio 2007                                                        | Portland         | Stati Uniti d'America | The Amphitheater at Clark County               |                                                      |
| 23 luglio 2007                                                        | Los Angeles      | Stati Uniti d'America | Hollywood Bowl                                 |                                                      |
| 25 luglio 2007                                                        | Irvine           | Stati Uniti d'America | Verizon Wireless Amphitheater                  |                                                      |
| 27 luglio 2007                                                        | Phoenix          | Stati Uniti d'America | Cricket Pavilion                               |                                                      |
| 28 luglio 2007                                                        | Las Vegas        | Stati Uniti d'America | MGM Grand Garden Arena                         |                                                      |
| 30 luglio 2007                                                        | San Diego        | Stati Uniti d'America | Coors Amphitheater                             |                                                      |
| 1º agosto 2007                                                        | Mountain View    | Stati Uniti d'America | Shoreline Amphitheater                         |                                                      |
| 3 agosto 2007                                                         | Concord          | Stati Uniti d'America | Sleep Train Pavilion                           |                                                      |
| 4 agosto 2007                                                         | Marysville       | Stati Uniti d'America | Sleep Train Amphitheater                       |                                                      |
| 6 agosto 2007                                                         | Salt Lake City   | Stati Uniti d'America | USANA Amphitheater                             |                                                      |
| 8 agosto 2007                                                         | Morrison         | Stati Uniti d'America | Red Rocks Amphitheater                         |                                                      |
| 11 agosto 2007                                                        | Dallas           | Stati Uniti d'America | Smirnoff Music Center                          |                                                      |
| 12 agosto 2007                                                        | Selma            | Stati Uniti d'America | Verizon Wireless Amphitheater                  |                                                      |
| 14 agosto 2007                                                        | Houston          | Stati Uniti d'America | Cynthia Woods Mitchell Pavilion                |                                                      |
| 23 agosto 2007                                                        | Bonner Springs   | Stati Uniti d'America | Verizon Wireless Amphitheater                  |                                                      |
| 24 agosto 2007                                                        | Saint Louis      | Stati Uniti d'America | Verizon Wireless Amphitheater                  |                                                      |
| 26 agosto 2007                                                        | Noblesville      | Stati Uniti d'America | Verizon Wireless Amphitheater                  |                                                      |
| 28 agosto 2007                                                        | Detroit          | Stati Uniti d'America | DTE Energy Music Theater                       |                                                      |
| 30 agosto 2007                                                        | Cuyahoga Falls   | Stati Uniti d'America | Blossom Music Center                           |                                                      |
| 1º settembre 2007                                                     | Cincinnati       | Stati Uniti d'America | Riverbend Music Center                         |                                                      |
| 2 settembre 2007                                                      | Columbus         | Stati Uniti d'America | Germain Amphitheater                           |                                                      |
| 6 settembre 2007                                                      | Milwaukee        | Stati Uniti d'America | Marcus Amphitheater                            |                                                      |
| 8 settembre 2007                                                      | Chicago          | Stati Uniti d'America | Midwest Bank Amphitheater                      |                                                      |
| 9 settembre 2007                                                      | Saint Paul       | Stati Uniti d'America | Xcel Energy Center                             |                                                      |
| 12 settembre 2007                                                     | London           | Canada                | John Labatt Centre                             |                                                      |
| 14 settembre 2007                                                     | Québec           | Canada                | Colisee De Québec                              |                                                      |
| 15 settembre 2007                                                     | Montréal         | Canada                | Bell Centre                                    |                                                      |
| 17 settembre 2007                                                     | New York         | Stati Uniti d'America | Madison Square Garden                          |                                                      |
| 19 settembre 2007                                                     | Toronto          | Canada                | Air Canada Centre                              |                                                      |
| 21 settembre 2007                                                     | Ottawa           | Canada                | Scotiabank Place                               |                                                      |
| 22 settembre 2007                                                     | Toronto          | Canada                | Air Canada Centre                              |                                                      |
| 3 ottobre 2007                                                        | Glasgow          | Scozia                | SECC Arena                                     |                                                      |
| 5 ottobre 2007                                                        | Newcastle        | Inghilterra           | Metro Radio Arena                              |                                                      |
| 6 ottobre 2007                                                        | Sheffield        | Inghilterra           | Hallam FM Arena                                |                                                      |
| 9 ottobre 2007                                                        | Londra           | Inghilterra           | Wembley Arena                                  |                                                      |
| 10 ottobre 2007                                                       | Londra           | Inghilterra           | Wembley Arena                                  |                                                      |
| 12 ottobre 2007                                                       | Birmingham       | Inghilterra           | MEN Arena                                      |                                                      |
| 14 ottobre 2007                                                       | Manchester       | Inghilterra           | MEN Arena                                      |                                                      |
| 16 ottobre 2007                                                       | Rotterdam        | Paesi Bassi           | Ahoy' Rotterdam                                | registrazioni per Snakes & Arrows Live album e video |
| 17 ottobre 2007                                                       | Rotterdam        | Paesi Bassi           | Ahoy' Rotterdam                                | registrazioni per Snakes & Arrows Live album e video |
| 19 ottobre 2007                                                       | Oberhausen       | Germania              | Oberhausen                                     |                                                      |
| 21 ottobre 2007                                                       | Mannheim         | Germania              | SAP-Arena                                      |                                                      |
| 23 ottobre 2007                                                       | Milano           | Italia                | Forum Arena                                    |                                                      |
| 26 ottobre 2007                                                       | Oslo             | Norvegia              | Spektrum                                       |                                                      |
| 27 ottobre 2007                                                       | Stoccolma        | Svezia                | Globe Arena                                    |                                                      |
| 29 ottobre 2007                                                       | Helsinki         | Finlandia             | Hartwall Arena                                 |                                                      |
| Seconda Leg (a sostegno di Snakes & Arrows e di Snakes & Arrows Live) |                  |                       |                                                |                                                      |
| Data                                                                  | Città            | Paese                 | Luogo                                          | Note                                                 |
| 11 aprile 2008                                                        | San Juan         | Porto Rico            | Coliseo De Puerto Rico                         |                                                      |
| 13 aprile 2008                                                        | Fort Lauderdale  | Stati Uniti d'America | Bank Atlantic Center                           |                                                      |
| 15 aprile 2008                                                        | Orlando          | Stati Uniti d'America | Amway Center                                   |                                                      |
| 17 aprile 2008                                                        | Jacksonville     | Stati Uniti d'America | Jacksonville Veterans Memorial Arena           |                                                      |
| 19 aprile 2008                                                        | Houston          | Stati Uniti d'America | Woodlands Pavilion                             |                                                      |
| 20 aprile 2008                                                        | New Orleans      | Stati Uniti d'America | New Orleans Arena                              |                                                      |
| 23 aprile 2008                                                        | Austin           | Stati Uniti d'America | Frank Erwin Center                             |                                                      |
| 25 aprile 2008                                                        | Dallas           | Stati Uniti d'America | The Music Center at Fair Park                  |                                                      |
| 26 aprile 2008                                                        | Oklahoma City    | Stati Uniti d'America | Ford Center                                    |                                                      |
| 29 aprile 2008                                                        | Albuquerque      | Stati Uniti d'America | Journal Pavilion                               |                                                      |
| 1º maggio 2008                                                        | Phoenix          | Stati Uniti d'America | Cricket Pavilion                               |                                                      |
| 3 maggio 2008                                                         | Reno             | Stati Uniti d'America | Reno Events Center                             |                                                      |
| 4 maggio 2008                                                         | Concord          | Stati Uniti d'America | Sleep Train Pavilion                           |                                                      |
| 6 maggio 2008                                                         | Los Angeles      | Stati Uniti d'America | Nokia Theatre                                  |                                                      |
| 8 maggio 2008                                                         | Los Angeles      | Stati Uniti d'America | Nokia Theatre                                  |                                                      |
| 10 maggio 2008                                                        | Las Vegas        | Stati Uniti d'America | Mandalay Bay Events Center                     |                                                      |
| 11 maggio 2008                                                        | Irvine           | Stati Uniti d'America | Verizon Wireless Amphitheater                  |                                                      |
| 20 maggio 2008                                                        | Moline           | Stati Uniti d'America | IWireless Center                               |                                                      |
| 22 maggio 2008                                                        | Saint Paul       | Stati Uniti d'America | Xcel Energy Center                             |                                                      |
| 24 maggio 2008                                                        | Winnipeg         | Canada                | MTS Center                                     |                                                      |
| 25 maggio 2008                                                        | Regina           | Canada                | Brandt Center                                  |                                                      |
| 27 maggio 2008                                                        | Edmonton         | Canada                | Rexall Place                                   |                                                      |
| 29 maggio 2008                                                        | Vancouver        | Canada                | GM Place                                       |                                                      |
| 31 maggio 2008                                                        | Seattle          | Stati Uniti d'America | The Gorge Amphitheatre                         |                                                      |
| 1º giugno 2008                                                        | Portland         | Stati Uniti d'America | Clark County Amphitheatre                      |                                                      |
| 3 giugno 2008                                                         | Boise            | Stati Uniti d'America | Idaho Center                                   |                                                      |
| 7 giugno 2008                                                         | Kansas City      | Stati Uniti d'America | Starlight Theatre                              |                                                      |
| 9 giugno 2008                                                         | Chicago          | Stati Uniti d'America | United Center                                  |                                                      |
| 10 giugno 2008                                                        | Detroit          | Stati Uniti d'America | Joe Louis Arena                                |                                                      |
| 12 giugno 2008                                                        | Montréal         | Canada                | Bell Center                                    |                                                      |
| 14 giugno 2008                                                        | Filadelfia       | Stati Uniti d'America | Wachovia Center                                |                                                      |
| 15 giugno 2008                                                        | Boston           | Stati Uniti d'America | Tweeter Center                                 |                                                      |
| 25 giugno 2008                                                        | Morrison         | Stati Uniti d'America | Red Rocks Amphitheater                         | recupero data prevista per il 5 giugno               |
| 27 giugno 2008                                                        | Milwaukee        | Stati Uniti d'America | Summerfest. Marcus Amphitheater                |                                                      |
| 28 giugno 2008                                                        | Saint Louis      | Stati Uniti d'America | Verizon Wireless Amphitheater                  |                                                      |
| 30 giugno 2008                                                        | Cincinnati       | Stati Uniti d'America | Riverbend Music Center                         |                                                      |
| 2 luglio 2008                                                         | Pittsburgh       | Stati Uniti d'America | Post Gazette Amphitheater                      |                                                      |
| 4 luglio 2008                                                         | Atlantic City    | Stati Uniti d'America | Marc Etess Arena                               |                                                      |
| 5 luglio 2008                                                         | Saratoga         | Stati Uniti d'America | SPAC                                           |                                                      |
| 7 luglio 2008                                                         | Uncasville       | Stati Uniti d'America | Mohegan Sun                                    |                                                      |
| 9 luglio 2008                                                         | Toronto          | Canada                | The Molson Amphitheatre                        |                                                      |
| 11 luglio 2008                                                        | Manchester       | Stati Uniti d'America | Verizon Arena                                  |                                                      |
| 12 luglio 2008                                                        | Holmdel          | Stati Uniti d'America | PNC Bank Arts Center                           |                                                      |
| 14 luglio 2008                                                        | Wantagh          | Stati Uniti d'America | Jones Beach                                    |                                                      |
| 17 luglio 2008                                                        | Hershey          | Stati Uniti d'America | Hershey Stadium                                |                                                      |
| 19 luglio 2008                                                        | Washington       | Stati Uniti d'America | Nissan Pavilion                                |                                                      |
| 20 luglio 2008                                                        | Charlotte        | Stati Uniti d'America | Amphitheatre                                   |                                                      |
| 22 luglio 2008                                                        | Atlanta          | Stati Uniti d'America | Verizon Wireless Amphitheatre at Encore Park   | registrazioni per Snakes & Arrows Live               |
| 24 luglio 2008                                                        | Indianapolis     | Stati Uniti d'America | Verizon Amphitheatre                           | recupero data prevista per il 25 giugno              |

## Documentazione
Riguardo allo Snakes & Arrows Tour sono reperibili le seguenti testimonianze audiovisive, audio, e cartacee:
- Snakes & Arrows Live, video concerto del 2008.
- Snakes & Arrows Live, album live del 2008.
- da Song for Tibet: The Art of Peace, compilation del 2008: Hope (live for The Art of Peace), 25 maggio 2008.
- Snakes & Arrows Tourbook, disponibile in due edizioni.